# Miriam Kolodziejová
Miriam Kolodziejová (nació el 11 de abril de 1997 en Most) es una jugadora de tenis checa.
Kolodziejová tiene un título WTA además ha ganado 14 título de dobles en el ITF gira en su carrera. El 16 de enero de 2023, alcanzó el puesto número 55 del mundo en el ranking de dobles.
En 2015, Kolodziejová ganó los títulos del Abierto de Australia y Roland Garros dobles junior con su colega checa Markéta Vondroušová.

## Títulos WTA (1; 0+1)

### Dobles (1)
| Leyenda              |
| -------------------- |
| Grand Slam (0)       |
| Juegos Olímpicos (0) |
| WTA Finals (0)       |
| WTA 1000 (0)         |
| WTA 500 (0)          |
| WTA 250 (1)          |

| N.º | Fecha                | Torneo | Superficie    | Pareja           | Oponentes en la final       | Resultado        |
| --- | -------------------- | ------ | ------------- | ---------------- | --------------------------- | ---------------- |
| 1.  | 1 de octubre de 2022 | Parma  | Tierra batida | Anastasia Dețiuc | Arantxa Rus Tamara Zidanšek | 1-6, 6-3, [10-8] |

#### Finalista (1)
| N.º | Fecha               | Torneo   | Superficie    | Pareja         | Oponentes en la final          | Resultado |
| --- | ------------------- | -------- | ------------- | -------------- | ------------------------------ | --------- |
| 1.  | 29 de julio de 2023 | Hamburgo | Tierra batida | Angela Kulikov | Anna Danilina Alexandra Panova | 4-6, 2-6  |

## Títulos WTA 125s

### Dobles (1–2)
| Resultado | Fecha                   | Torneos                 | Superficie    | Pareja              | Oponentes en la final        | Resultado   |
| --------- | ----------------------- | ----------------------- | ------------- | ------------------- | ---------------------------- | ----------- |
| Finalista | 11 de diciembre de 2022 | Angers                  | Dura (i)      | Markéta Vondroušová | Alycia Parks Shuai Zhang     | 2-6, 2-6    |
| Campeona  | 6 de abril de 2024      | La Bisbal del Ampurdána | Tierra batida | Anna Sisková        | Tímea Babos Dalma Gálfi      | w/o         |
| Finalista | 22 de junio de 2024     | Gaiba                   | Césped        | Anna Sisková        | Hailey Baptiste Alycia Parks | 6-7(4), 2-6 |

## Títulos ITF

### Dobles
| Torneos de $100,000 |
| Torneos de $75,000  |
| Torneos de $50,000  |
| Torneos de $25,000  |
| Torneos de $15,000  |
| Torneos de $10,000  |

| N.º | Fecha               | Torneos                 | Superficie | Pareja              | Oponentes                            | Resultado   |
| --- | ------------------- | ----------------------- | ---------- | ------------------- | ------------------------------------ | ----------- |
| 1.  | 11 de mayo de 2015  | Zielona Gora, Polonia   | Arcilla    | Markéta Vondroušová | Natela Dzalamidze Margarita Lazareva | 6-2, 6-2    |
| 2.  | 15 de junio de 2015 | Přerov, República Checa | Arcilla    | Markéta Vondroušová | Martina Borecká Jesika Malečková     | 6-4, 6-1    |
| 3.  | 21 de enero de 2017 | Stuttgart, Alemania     | Dura (i)   | Markéta Vondroušová | Anita Husarić Kimberley Zimmermann   | 7-6(3), 7-5 |

## Finales Grand Slam Junior

### Dobles
| Resultado | Año  | Torneo               | Superficie | Compañera           | Oponentes                          | Resultado |
| --------- | ---- | -------------------- | ---------- | ------------------- | ---------------------------------- | --------- |
| Campeona  | 2015 | Abierto de Australia | Dura       | Markéta Vondroušová | Katharina Hobgarski Greet Minnen   | 7-5, 6-4  |
| Campeona  | 2015 | Roland Garros        | Arcilla    | Markéta Vondroušová | Caroline Dolehide Katerina Stewart | 6–0, 6–3  |